# David Hume (écrivain)
Pour les articles homonymes, voir David Hume (homonymie) et Hume.
David Hume, pseudonyme de John Victor Taylor, né le 10 juillet 1900 (1905 ou 1906, selon certaines sources) à Manchester et décédé le 6 février 1945 à Haywards Heath dans le Sussex de l'Ouest, est un auteur britannique de roman policier. Il a également signé quelques fictions policières de son patronyme John V. Turner ou J. V. Turner, et du pseudonyme Nicholas Brady.

## Biographie
Journaliste spécialisée dans les affaires criminelles, John Victor Turner adopte en 1932 le pseudonyme David Hume pour publier un premier roman policier, Bullets Bite Deep. Y apparaît Mick Cardby, un détective privé londonien, qui a fondé avec son père, un ancien haut gradé de Scotland Yard, l’agence "Cardby et Fils". De caractère impulsif, Cardby Junior aime fréquenter, malgré les remontrances paternelles, les milieux de la pègre, les salles de boxe et les bars clandestins pour en découdre avec les caïds et autres truands. Plus d’une fois les enquêtes soumises à l’agence, le mène à croiser le fer avec l’un des parrains de la mafia locale. Il est régulièrement secondé dans ses luttes par le brigadier Lomey, représentant la police officielle, qui lui assure de triompher de ses adversaires.
Mick Cardby, dont la série de près de trente titres a connu un gros succès dans les années 1930, peut être considéré comme un chaînon manquant entre le thriller anglais à la Edgar Wallace et le roman noir américain acclimaté à la société britannique que portera à son apogée le Lemmy Caution de Peter Cheyney.
En parallèle à la série Cardby, l’auteur a donné vie à d'autres héros récurrents qui ont reçu un accueil public plus discret : quelques aventures du jeune Tony Carter et quelques exploits de l'inspecteur Sanderson, également signés David Hume ; les enquêtes du révérend Ebenizer Buckle, livrées sous le pseudonyme Nicholas Brady, enfin les enquêtes de l’intrépide Amos Petrie sous son patronyme, John V. Turner, ou même plus simplement, J. V. Turner.
Sous le pseudonyme de David Hume, il a également écrit le scénario de la troisième adaptation cinématographique des aventures de Mick Cardby, héros qui a été tour à tour interprété par George Merritt, Edward Lexy (en) et James Mason.

## Œuvre

### Roman

#### SérieMick Cardby
- Bullets Bite Deep (1932)
- Murder Form Fours (1933) Publié en français sous le titre Le Carré parfait, Paris, Éditions des Loisirs, coll. Loisirs Police no 22, 1938
- Crime Unlimited (1933)
- Below the Belt (1934) Publié en français sous le titre Coup bas, Paris, Gallimard, coll. Détective no 38, 1935
- Too Dangerous to Live (1934)
- They Called Him Death (1934) Publié en français sous le titre Monsieur Le Trépas, Paris, Librairie des Champs-Élysées, Le Masque no 341, 1947
- Dangerous Mr Dell (1935)
- The Gaol Gates are Open (1935) Publié en français sous le titre La prison est ouverte, Paris, Librairie des Champs-Élysées, Le Masque no 227, 1937
- Call in the Yard (1935)
- Meet the Dragon (1936) Publié en français sous le titre Une mission délicate, Paris, Librairie des Champs-Élysées, Le Masque no 248, 1938
- Bring 'em Back Dead ! (1936) Publié en français sous le titre Bas les masques, Paris, Librairie des Champs-Élysées, Le Masque no 265, 1938
- The Crime Combine (1936) Publié en français sous le titre Le Consortium du crime, Paris, Gallimard, Le Scarabée d'or no 22, 1938
- Halfway To Horror (1937)
- Cemetery First Stop ! (1937)
- Corpses Never Argue (1938) Publié en français sous le titre Les morts ne discutent pas, Paris, Librairie des Champs-Élysées, Le Masque no 362, 1949 ; réédition, Paris, Librairie des Champs-Élysées, Le Club des Masques no 49, 1967
- Good-Bye To Life (1938)
- Heads You Live (1939)
- Death Before Honour (1939) Publié en français sous le titre Mick Cardby joue et gagne, Paris, Nicholson et Watson, La Tour de Londres no 4, 1947
- Make Way for the Mourners (1939)
- Eternity Here I Come (1940)
- The Return of Mick Cardby (1941)
- Destiny is My Name (1942) Publié en français sous le titre Ainsi va le destin, Paris, Librairie des Champs-Élysées, Le Masque no 428, 1952
- Dishonour Among Thieves (1943)
- Get Out the Cuffs (1943)
- Mick Cardby Works Overtime (1944) Publié en français sous le titre Mick Cardby fait des heures supplémentaires, Paris, Librairie des Champs-Élysées, Le Masque no 358, 1948
- Toast to a Corpse (1944) Publié en français sous le titre Cardby contre les fantômes !, Paris, Éditions des Loisirs, Le Yard no 4, 1949
- They Never Came Back (1945) Publié en français sous le titre Mick Cardby met les bouchées doubles, Paris, Librairie des Champs-Élysées, Le Masque no 498, 1955
- Come Back for the Body (1945) Publié en français sous le titre Mauvais Départ, Paris, Librairie des Champs-Élysées, Le Masque no 384, 1950
- Heading for a Wreath (1946) Publié en français sous le titre La Couronne mortuaire, Paris, Nicholson et Watson, La Tour de Londres no 9, 1947

#### SérieTony Carter
- You'll Catch Your Death (1940)
- Never Say Live (1942)
- Requiem for Rogues (1942)

#### Autres romans
- Five Aces (1940)
- Invitation to the Grave (1940)
- Stand Up and Fight (1941)

#### SérieAmos Petrie, signée John V. Turner
- Death Must Have Laughed (1932) Publié en français sous le titre La mort s’amuse, Paris, Nouvelle Revue Critique, L'Empreinte no 45, 1934
- Who Spoke Last (1932)
- Amos Petrie's Puzzle (1933)
- Murder Nine and Out (1934)
- Death Joins the Party (1935)
- Homicide Haven (1935)
- Below the Clock (1936)

#### SérieRévérend Ebenizer Buckle, signée Nicholas Brady
- The House of Strange Guests (1932)
- Fair Murder ou The Carnival Murder (1933)
- Ebenezer Investigates (1934)

#### Autres romans, signés Nicholas Brady
- Week-end Murder (1933)
- Coupons for Death (1944)

### Nouvelles

#### Recueils de nouvelles de la sérieInspecteur Sanderson, signés David Hume
- Call in the Yard (1935)
- The Crime Combine (1944) Publié en français sous le titre Le Consortium du crime, Paris, Gallimard, coll. Le Scarabée d'or no 22, 1938

#### Nouvelles isolées
- A Basin of Trouble (1935)
- The Crook’s Day Off  (1935)
- He Was Pinched for Nothing (1935)
- Anything to Say (1936)
- The Wrong Bottle (1936)
- Times Were Bad (1936)
- Who is Midnight ? (1936)

### Autre publication
- Double Death (1939), roman policier écrit en collaboration avec Dorothy L. Sayers et al.

### Filmographie

#### Adaptations
- 1935 : Crime Unlimited (en), film de Ralph Ince, George Merritt dans le rôle de Mick Cardby.
- 1939 : Too Dangerous to Live (en), film de Anthony Hankey et Leslie Norman, avec Edward Lexy (en) dans le rôle de Mick Cardby.

#### Scénario écrit par David Hume
- 1941 : The Patient Vanishes (en), film de Lawrence Huntington, avec James Mason dans le rôle de Mick Cardby.

## Sources
- Jacques Baudou et Jean-Jacques Schleret, Le Vrai Visage du Masque, vol. 1, Paris, Futuropolis, 1984, 476 p. (OCLC 311506692), p. 250-251.
- Claude Mesplède, Dictionnaire des littératures policières, vol. 1 : A - I, Nantes, Joseph K, coll. « Temps noir », 2007, 1054 p. (ISBN 978-2-910-68644-4, OCLC 315873251), p. 1016-1017.